# Cornelis Johannes van Houten
Cornelis Johannes (Kees) van Houten (Den Haag, 18 februari 1920 – 24 augustus 2002) was een Nederlandse astronoom.
Hij verbleef zijn hele loopbaan aan de Sterrenwacht Leiden, behalve de korte tijd (1954–1956) waarin hij onderzoeksassistent aan het Yerkes-observatorium te Williams Bay was samen met Ingrid Groeneveld en Tom Gehrels. Hij deed zijn kandidaats-examen in 1940, maar de Tweede Wereldoorlog onderbrak zijn studie. Hij deed zijn doctoraalexamen pas in 1952 en promoveerde in 1961 bij Jan Hendrik Oort op een proefschrift over oppervlaktefotometrie van extragalactische nevels.
Hij trouwde met astronoom Ingrid Groeneveld en samen raakten zij geïnteresseerd in planetoïden. Ze kregen een zoon, Karel.
Samen met Tom Gehrels en Ingrid, ontdekte hij vele duizenden planetoïden. Gehrels deed een sky survey met de 48-inch Samuel Oschintelescoop aan de Palomar-observatorium en verstuurde de platen naar de van Houtens in de Sterrenwacht Leiden, die ze onderzochten op nieuwe planetoïden. Het werd daarbij duidelijk dat planetoïden onderverdeeld kunnen worden in bepaalde families.
Van Houten bestudeerde ook de radiële snelheid van nauwe dubbelsterren. Hij is nooit gepensioneerd, maar bleef actief en publiceerde artikelen tot aan zijn dood.
Planetoïde (1673) van Houten is naar hem vernoemd. 